# Luchthaven Sandane Anda
Luchthaven Sandane Anda (IATA: SDN, ICAO: ENSD) is een vliegveld bij Sandane in de gemeente Gloppen in de Noorse provincie Vestland. Het vliegveld ligt op het schiereiland Utfjorden.
Het  vliegveld werd geopend in 1975. Het wordt bediend door Widerøe die dagelijkse vluchten verzorgt naar onder meer Bergen, Florø en Oslo.